# Aydhab
Aydhab ( en arabe : عَيذاب, également Aidab) était un important port médiéval situé sur la côte ouest de la mer Rouge. Le site est aujourd'hui abandonné et est situé dans le triangle Hala'ib, un territoire qui fait aujourd'hui l'objet d'une dispute entre l'Égypte et le Soudan .

## Histoire
Probablement établi pendant la période ptolémaïque, la ville de 'Aydhab fut occupée par le peuple Beja avant sa conquête par l'Egypte fatimide au cours du Xe siècle. Ce port était situé à environ 20 kilomètres au nord du port moderne d'Hala'ib. Aboul Féda a renseigné ces coordonnées pour situer le port : 21 ° N, 58 ° E  Il était en fait situé aux coordonnées suivantes : 22 ° 19'N, 36 ° 28'E.
'Aydhab devint un port important pour le commerce avec l'Orient (en particulier avec le Yémen) et pour les pèlerins musulmans africains en route vers La Mecque au cours des Xe et XIe siècles. L'importance grandissante de ce port s'explique de plusieurs façons. Tout d'abord, la redécouverte des mines égyptiennes du Wadi Allaqi conduisit à une ruée vers l'or entre le Xe et le XIVe siècle. Ensuite, l'extension de l’Égypte sous l'égide du califat fatimide accrut l'importance relative de cette nation dans le commerce du Moyen-Orient. D'un autre côté, la piraterie et l'instabilité dans le golfe Persique déplacèrent le commerce international vers la mer Rouge. Enfin, à cause des vents du sud, l'accès à Suez était difficile avant l'âge de la vapeur ; cela expliquait l'emplacement du port, relativement méridional.
'Aydhab était proche de Jiddah et était relié par un ferry régulier ; des caravanes le reliaient à Assouan et à d'autres villes sur le Nil. Les voyageurs ibn Jubayr et ibn Battuta ont traversèrent tous les deux la ville. Le frère de Maimonide, David, périt en mer en voulant voyager depuis 'Aydhab jusqu'en Inde. Nasir Khusraw jugeait que la région avait les meilleurs chameaux du monde.
Les coutumes de la ville étaient un mélange de celles des Égyptiens et de celles des nomades Beja. Ces derniers protégeaient également la ville et les marchands.
La ville fut pillée en 1182 par le croisé Raynald de Châtillon puis par le roi Dawud de Nubie vers 1270. Le raid de représailles de Dongola par le sultan Baybars se termina par la vassalisation de ce royaume par les égyptiens.
La ville déclina ensuite, après la fin des croisades. Le développement de Suakin a accru la concurrence entre 'Aydhab et d'autres ports. En 1326, le célèbre voyageur Ibn Battuta avait l'intention de voyager depuis l'Égypte jusqu'à La Mecque en passant par 'Aydhab - qui était à l'époque considérée comme la moins fréquentée des trois routes possibles. Cependant, la venue d'Ibn Battuta à 'Aydhab coïncida avec une rébellion locale. Il fut contraint de faire demi-tour et de retourner au Caire pour rejoindre La Mecque via un autre itinéraire.
Après la prise de contrôle des Mamelouks, la ville de Djeddah fut préférée pour le commerce avec l'Inde.
Finalement, en 1426, le sultan mamelouk Barsbay détruisit la ville en représailles pour le pillage de marchandises en route vers La Mecque. Les habitants de la ville fuirent vers le Dongola et vers Suakin, avant d'y être massacrés. Cette destruction et ce massacre faisaient partie de la campagne de Barsbay visant à garantir à l'Égypte des droits exclusifs sur les échanges commerciaux de la mer Rouge qui se tenaient entre le Yémen et l'Europe.
L'ancien port de la ville n'existe plus aujourd'hui et le site est aujourd'hui abandonné.